# Селище (Пригородный сельсовет)
Селище (бел. Селішча) — деревня в Борисовском районе Минской области Беларуси. Входит в состав Пригородного сельсовета.

## География
Деревня находится в северо-восточной части Минской области, к востоку от реки Начи и автодороги Н-8124, на расстоянии приблизительно 7 километров (по прямой) к северу от города Борисов, административного центра района. Абсолютная высота — 195 метров над уровнем моря. Площадь населённого пункта — 0,203 км².

## История
В 1897 году входила в состав Борисовского уезда Минской губернии, насчитывалось 22 двора и 132 жителя. В 1908 году была открыта земская школа.
По состоянию на 1909 год, в Селище имелось 24 двора и проживало 155 человек. В административном отношении деревня входила в состав Бытчанской волости.
С 20 августа 1924 года по 8 апреля 1957 года в составе Житковского сельсовета. В 1931 году, в ходе проведения коллективизации, был образован колхоз.
До 30 октября 2009 года входила в состав Кищинаслободского сельсовета.

## Население
По данным переписи 2019 года, в деревне проживало 7 человек.
| Год  | Население, человек |
| ---- | ------------------ |
| 1858 | 34                 |
| 1897 | ↗ 132              |
| 1909 | ↗ 155              |
| 1917 | ↗ 186              |
| 1926 | ↗ 194              |
| 1960 | ↗ 152              |
| 1988 | ↘ 15               |
| 2008 | ↘ 5                |
| 2009 | ↗ 8                |
| 2019 | ↘ 7                |